# بل فورشی (داکوتای جنوبی)
بل فورشی(به انگلیسی: Belle Fourche) شهری در ایالت داکوتای جنوبی کشور ایالات متحده آمریکا است که جمعیت آن در سرشماری سال ۲۰۱۰ میلادی، ۵٬۵۹۴ نفر بوده‌است.